# John G. Floyd
John Gelston Floyd (ur. 5 lutego 1806 w Mastic, zm. 5 października 1881 tamże) – amerykański polityk, członek Partii Demokratycznej, a od roku 1856 Partii Republikańskiej.

## Działalność polityczna
W okresie od 4 marca 1839 do 3 marca 1843 przez dwie kadencje był przedstawicielem miejsca B z 17. okręgu wyborczego w stanie Nowy Jork w Izbie Reprezentantów Stanów Zjednoczonych. Od 1848 do 1849 zasiadał w New York State Senate. W okresie od 4 marca 1851 do 3 marca 1853 przez jedną kadencję był przedstawicielem 1. okręgu wyborczego w stanie Nowy Jork w Izbie Reprezentantów Stanów Zjednoczonych.
Jego dziadkiem był William Floyd.